# Lijst van administratieve eenheden in Ho Chi Minhstad
Deze lijst bevat een overzicht van administratieve eenheden in Ho Chi Minhstad (Vietnam).
De stad Ho Chi Minhstad is de grootste stad van Vietnam. Het is een centrale stad en heeft dezelfde rechten als de provincies van Vietnam. De totale oppervlakte van de stad bedraagt ongeveer 2098,7 km² en heeft ruim 6.347.000 inwoners. De stadsprovincie Ho Chi Minhstad is onderverdeeld in 24 districten: vijf landelijke provincies (huyện) en negentien stadsdelen (quận). De huyệns zijn onderverdeeld in thị trấns en xã's, terwijl de quậns onderverdeeld zijn in phường (wijken). Slechts Bình Tân heeft ook een xã.

## Huyện

### HuyệnBình Chánh
- Thị trấn Tân Túc
- Xã An Phú Tây
- Xã Bình Chánh
- Xã Bình Hưng
- Xã Bình Lợi
- Xã Đa Phước
- Xã Hưng Long
- Xã Lê Minh Xuân
- Xã Phạm Văn Hai
- Xã Phong Phú
- Xã Quy Đức
- Xã Tân Kiên
- Xã Tân Nhựt
- Xã Tân Quý Tây
- Xã Vĩnh Lộc A
- Xã Vĩnh Lộc B

### HuyệnCần Giờ
- Thị trấn Cần Thạnh
- Xã An Thới Đông
- Xã Bình Khánh
- Xã Long Hòa
- Xã Lý Nhơn
- Xã Tam Thôn Hiệp
- Xã Thạnh An

### HuyệnCủ Chi
- Thị trấn Củ Chi (thị trấn in Ho Chi Minhstad)
- Xã An Nhơn Tây
- Xã An Phú
- Xã Bình Mỹ
- Xã Hòa Phú
- Xã Nhuận Đức
- Xã Phạm Văn Cội
- Xã Phú Hòa Đông
- Xã Phú Mỹ Hưng
- Xã Phước Hiệp
- Xã Phước Thạnh
- Xã Phước Vĩnh An
- Xã Tân An Hội
- Xã Tân Phú Trung
- Xã Tân Thạnh Đông
- Xã Tân Thạnh Tây
- Xã Tân Thông Hội
- Xã Thái Mỹ
- Xã Trung An
- Xã Trung Lập Hạ
- Xã Trung Lập Thượng

### HuyệnHóc Môn
- Thị trấn Hóc Môn
- Xã Bà Điểm
- Xã Đông Thạnh
- Xã Nhị Bình
- Xã Tân Hiệp
- Xã Tân Thới Nhì
- Xã Tân Xuân
- Xã Thới Tam Thôn
- Xã Trung Chánh
- Xã Xuân Thới Đông
- Xã Xuân Thới Sơn
- Xã Xuân Thới Thượng

### HuyệnNhà Bè
- Thị trấn Nhà Bè
- Xã Hiệp Phước
- Xã Long Thới
- Xã Nhơn Đức
- Xã Phú Xuân
- Xã Phước Kiển
- Xã Phước Lộc

## Quận

### Quận 1
- Phường Bến Nghé
- Phường Bến Thành
- Phường Cầu Kho
- Phường Cầu Ông Lãnh
- Phường Cô Giang
- Phường Đa Kao
- Phường Nguyễn Cư Trinh
- Phường Nguyễn Thái Bình
- Phường Phạm Ngũ Lão
- Phường Tân Định

### Quận 10
- Phường 1
- Phường 10
- Phường 11
- Phường 12
- Phường 13
- Phường 14
- Phường 15
- Phường 2
- Phường 3
- Phường 4
- Phường 5
- Phường 6
- Phường 7
- Phường 8
- Phường 9

### Quận 11
- Phường 1
- Phường 2
- Phường 3
- Phường 4
- Phường 5
- Phường 6
- Phường 7
- Phường 8
- Phường 9
- Phường 10
- Phường 11
- Phường 12
- Phường 13
- Phường 14
- Phường 15
- Phường 16

### Quận 12
- Phường An Phú Đông
- Phường Đông Hưng Thuận
- Phường Hiệp Thành
- Phường Tân Chánh Hiệp
- Phường Tân Hưng Thuận
- Phường Tân Thới Hiệp
- Phường Tân Thới Nhất
- Phường Thạnh Lộc
- Phường Thạnh Xuân
- Phường Thới An
- Phường Trung Mỹ Tây

### Quận 2
- Phường An Khánh
- Phường An Lợi Đông
- Phường An Phú
- Phường Bình An
- Phường Bình Khánh
- Phường Bình Trưng Đông
- Phường Bình Trưng Tây
- Phường Cát Lái
- Phường Thạnh Mỹ Lợi
- Phường Thảo Điền
- Phường Thủ Thiêm

### Quận 3
- Phường 1
- Phường 10
- Phường 11
- Phường 12
- Phường 13
- Phường 14
- Phường 2
- Phường 3
- Phường 4
- Phường 5
- Phường 9
- Võ Thị Sáu

### Quận 4
- Phường 1
- Phường 10
- Phường 12
- Phường 13
- Phường 14
- Phường 15
- Phường 16
- Phường 18
- Phường 2
- Phường 3
- Phường 4
- Phường 5
- Phường 6
- Phường 8
- Phường 9

### Quận 5
- Phường 1
- Phường 10
- Phường 11
- Phường 12
- Phường 13
- Phường 14
- Phường 15
- Phường 2
- Phường 3
- Phường 4
- Phường 5
- Phường 6
- Phường 7
- Phường 8
- Phường 9

### Quận 6
- Phường 1
- Phường 10
- Phường 11
- Phường 12
- Phường 13
- Phường 14
- Phường 2
- Phường 3
- Phường 4
- Phường 5
- Phường 6
- Phường 7
- Phường 8
- Phường 9

### Quận 7
- Phường Bình Thuận
- Phường Phú Mỹ
- Phường Phú Thuận
- Phường Tân Hưng
- Phường Tân Kiểng
- Phường Tân Phong
- Phường Tân Phú
- Phường Tân Quy
- Phường Tân Thuận Đông
- Phường Tân Thuận Tây

### Quận 8
- Phường 1
- Phường 10
- Phường 11
- Phường 12
- Phường 13
- Phường 14
- Phường 15
- Phường 16
- Phường 2
- Phường 3
- Phường 4
- Phường 5
- Phường 6
- Phường 7
- Phường 8
- Phường 9

### Quận 9
- Phường Hiệp Phú
- Phường Long Bình
- Phường Long Phước
- Phường Long Thạnh Mỹ
- Phường Long Trường
- Phường Phú Hữu
- Phường Phước Bình
- Phường Phước Long A
- Phường Phước Long B
- Phường Tân Phú
- Phường Tăng Nhơn Phú A
- Phường Tăng Nhơn Phú B
- Phường Trường Thạnh

### QuậnBình Tân
- Phường An Lạc A
- Phường Bình Hưng Hòa
- Phường Bình Hưng Hòa A
- Phường Bình Hưng Hòa B
- Phường Bình Trị Đông
- Phường Bình Trị Đông A
- Phường Bình Trị Đông B
- Phường Tân Tạo
- Phường Tân Tạo A
- Xã An Lạc

### QuậnBình Thạnh
- Phường 1
- Phường 11
- Phường 12
- Phường 13
- Phường 14
- Phường 15
- Phường 17
- Phường 19
- Phường 2
- Phường 21
- Phường 22
- Phường 24
- Phường 25
- Phường 26
- Phường 27
- Phường 28
- Phường 3
- Phường 5
- Phường 6
- Phường 7

### QuậnGò Vấp
- Phường 1
- Phường 10
- Phường 11
- Phường 12
- Phường 13
- Phường 14
- Phường 15
- Phường 16
- Phường 17
- Phường 3
- Phường 4
- Phường 5
- Phường 6
- Phường 7
- Phường 8
- Phường 9

### QuậnPhú Nhuận
- Phường 1
- Phường 10
- Phường 11
- Phường 12
- Phường 13
- Phường 14
- Phường 15
- Phường 17
- Phường 2
- Phường 3
- Phường 4
- Phường 5
- Phường 7
- Phường 8
- Phường 9

### QuậnTân Bình
- Phường 1
- Phường 10
- Phường 11
- Phường 12
- Phường 13
- Phường 14
- Phường 15
- Phường 2
- Phường 3
- Phường 4
- Phường 5
- Phường 6
- Phường 7
- Phường 8
- Phường 9

### QuậnTân Phú
- Phường Hiệp Tân
- Phường Hòa Thạnh
- Phường Phú Thạnh
- Phường Phú Thọ Hòa
- Phường Phú Trung
- Phường Sơn Kỳ
- Phường Tân Quý
- Phường Tân Sơn Nhì
- Phường Tân Thành
- Phường Tân Thới Hòa
- Phường Tây Thạnh

### QuậnThủ Đức
- Phường Bình Chiểu
- Phường Bình Thọ
- Phường Hiệp Bình Chánh
- Phường Hiệp Bình Phước
- Phường Linh Chiểu
- Phường Linh Đông
- Phường Linh Tây
- Phường Linh Trung
- Phường Linh Xuân
- Phường Tam Bình
- Phường Tam Phú
- Phường Trường Thọ